# Rasha Abbas
Rasha Abbas (arabisch رشا عباس, DMG Rašā ʿAbbās; * 1984 in Latakia, Syrien) ist eine syrische Schriftstellerin und Journalistin. Nach ihrer Tätigkeit als Redakteurin beim syrischen Staatsfernsehen ging sie 2013 während des syrischen Bürgerkriegs zunächst in den Libanon und anschließend nach Deutschland ins Exil. Sie schreibt ihre Kurzgeschichten und Filmdrehbücher auf Arabisch, unter anderem über ihre Erfahrungen als Flüchtling, und hat mehrere Erzählbände veröffentlicht, die auch auf Englisch und Deutsch veröffentlicht wurden. Ihre Werke zählen zur zeitgenössischen syrischen Exilliteratur.

## Leben und Werk
Abbas studierte Journalismus an der Universität Damaskus und arbeitete zunächst als Redakteurin beim syrischen Staatsfernsehen. 2008 veröffentlichte sie ihre ersten Kurzgeschichten auf Arabisch mit dem übersetzten Titel Adam hasst das Fernsehen. Sie wurde dafür mit dem Preis für junge Schriftsteller beim Arabischen Kulturhauptstadt-Festival 2008 ausgezeichnet. Während des Bürgerkriegs in Syrien seit 2011 schloss sie sich der Anti-Regierungsprotestbewegung an und ging daraufhin ins Exil in den Libanon. 2014 erhielt sie ein Jean-Jacques-Rousseau-Stipendium für einen dreimonatigen Aufenthalt an der Akademie Schloss Solitude in Stuttgart, wo sie ihre zweite Kurzgeschichtensammlung auf Arabisch über ihr Leben als Syrerin in Deutschland schrieb. Diese wurde noch vor der arabischen Publikation von Sandra Hetzl übersetzt und erschien 2016 als Die Erfindung der deutschen Grammatik. 2018 erschienen ihre Erzählungen Eine Zusammenfassung von allem, was war. Weiterhin war Abbas als Autorin und Übersetzerin für Anthologien in Englisch und Deutsch mit Werken syrischer Autorinnen und Autoren tätig. Anschließend an ihren Aufenthalt in Stuttgart als Jean-Jacques-Rousseau-Stipendiatin lebt Abbas in Berlin.
In einem Essay mit dem übersetzten Titel „Wie politisch können wir beim Schreiben werden?“ schrieb sie über den Zusammenhang zwischen Literatur und Politik. Angesichts des Kriegs in ihrem Heimatland stelle sich ihr die Frage, ob und wie sie über politische Ereignisse schreiben sollte. Sie zitierte dazu einerseits George Orwells Feststellung „In unserer Zeit gibt es kein ‚Heraushalten’ aus der Politik.“ Als entgegengesetzte Position nannte sie dann die Entscheidung, sich als Schriftstellerin jeder politischen Aussage zu enthalten. Ihr persönliches Fazit lautete abschließend: „Herauszufinden, was Sie interessiert, worüber Sie mit Leidenschaft schreiben möchten, scheint ein besserer Kompass zu sein, als herauszufinden, worüber Sie schreiben ‚sollten‘.“
Abbas war 2016 Gast des „Goethe-Instituts Damaskus im Exil“, einer Veranstaltungsreihe in Berlin, bei der 100 syrische und deutsche Künstler in 50 Veranstaltungen ein Programm zu den Themen Heimat, Flucht und Identität präsentierten. 2017 waren Abbas und ihre Übersetzerin ins Englische, Alice Guthrie, Gäste beim OMI Art Center Translation Lab in Ghent (New York). Im selben Jahr war sie vom Shubbak Festival in London zu einer einmonatigen Residenz in der British Library eingeladen.
Neben ihren belletristischen und journalistischen Arbeiten schrieb Abbas auch das Drehbuch für den Kurzfilm Zufriedenheit und Glück, der von der Bedayat Stiftung produziert wurde. Zu den Unterschieden in ihren Erzählungen auf Arabisch, die zuvor für ein deutsches Publikum übersetzt wurden, schrieb sie:

„Als ich das Buch schrieb, hatte ich vor allem an die Leser gedacht, die in Deutschland leben: Deutsche und Araber gleichermaßen. Aber viele Dinge in meinen Geschichten werden für Menschen in der arabischen Welt, die Deutschland nicht kennen, ziemlich rätselhaft sein. Deshalb habe ich die arabische Version für die Veröffentlichung durch die libanesische Sektion der Heinrich-Böll-Stiftung überarbeitet. Außerdem kann man für arabische Leser sehr unterschiedliche Witze machen und dabei Ausdrücke oder Bilder verwenden, die in der arabischen Welt wohlbekannt sind.“